# Bartłomiej Kołodziej

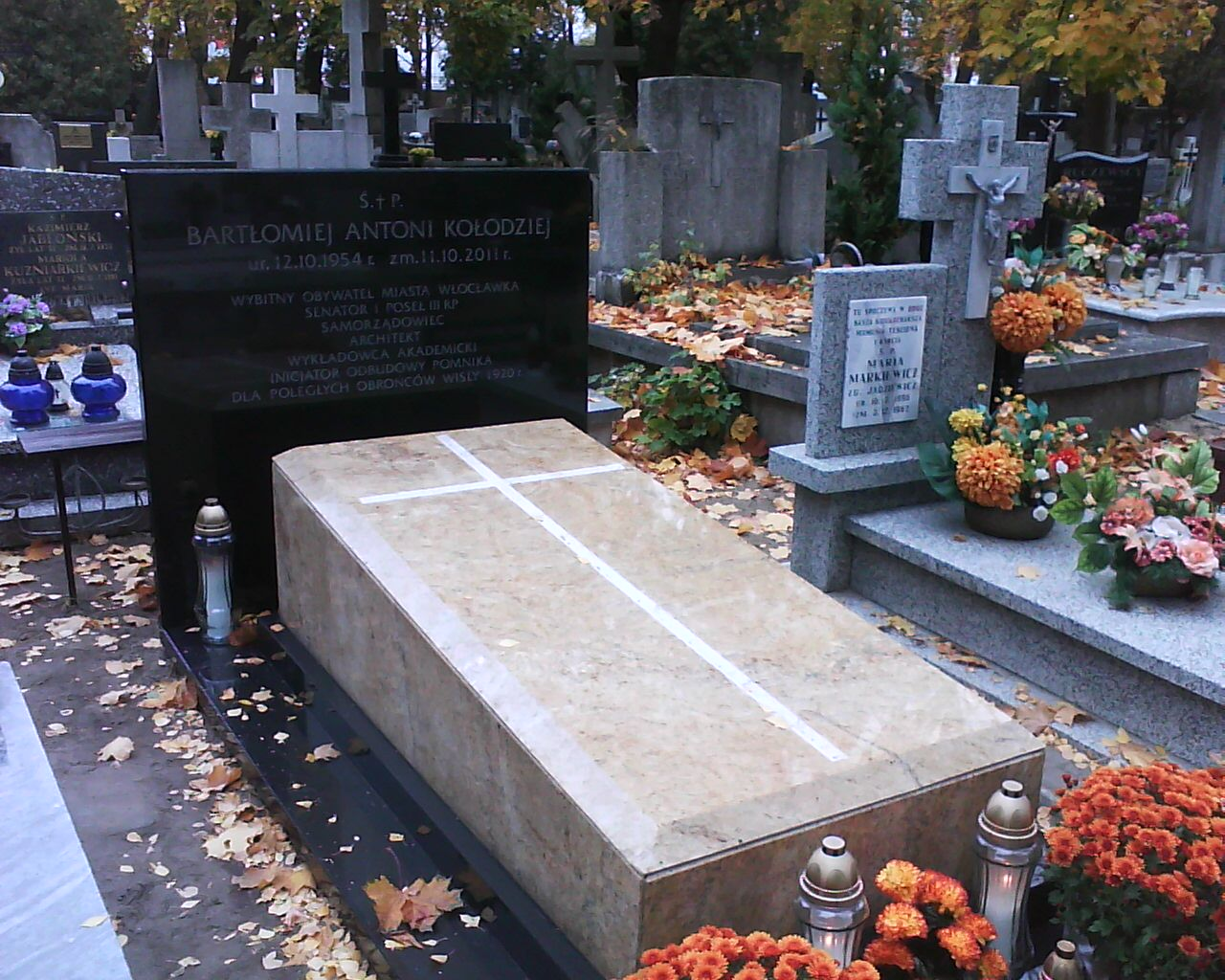
Grób Bartłomieja Kołodzieja na cmentarzu komunalnym we Włocławku

Bartłomiej Antoni Kołodziej (ur. 12 października 1954 we Włocławku, zm. 11 października 2011 tamże) – polski polityk, architekt, nauczyciel akademicki, senator I kadencji, poseł na Sejm I kadencji.

## Życiorys
Ukończył w 1980 studia na Wydziale Architektury Politechniki Gdańskiej oraz studia podyplomowe w zakresie mieszkalnictwa na Politechnice Warszawskiej. W pierwszej połowie lat 80. był wykładowcą Państwowej Wyższej Szkoły Sztuk Plastycznych w Gdańsku. Od 1994 związany z Uniwersytetem im. Adama Mickiewicza w Poznaniu jako pracownik Instytutu Geografii Społeczno-Ekonomicznej i Gospodarki Przestrzennej. W tym samym roku założył własną pracownię projektową. W 1996 został pierwszym opiekunem Akademickiego Koła Naukowego Gospodarki Przestrzennej.
W 1989 należał do Komitetu Obywatelskiego, z ramienia którego został senatorem I kadencji z województwa włocławskiego. Sprawował też mandat posła na Sejm I kadencji z listy Porozumienia Centrum. W latach 1998–2002 był radnym Sejmiku Województwa Kujawsko-Pomorskiego (przewodniczącym klubu radnych Akcji Wyborczej Solidarność), a od 2002 do 2006 radnym Włocławka. Bez powodzenia ubiegał się o reelekcję, powrócił do rady miasta w 2010 z listy Prawa i Sprawiedliwości.
Działał w PC, następnie w Ruchu Stu, Ruchu Społecznym i Centrum. W 2001 bezskutecznie ubiegał się o mandat posła z listy Akcji Wyborczej Solidatność Prawicy, a w 2005 o mandat senatora z ramienia Centrum.
Odznaczony litewskim Medalem Pamiątkowym 13 Stycznia (1996). W 2020 jego imieniem nazwano rondo u zbiegu ulic Kapitulnej i Obwodowej we Włocławku.
Pochowany na cmentarzu komunalnym we Włocławku.